# 各國自治行政區劃列表

至少有一個自治行政區的國家（2009年，已過時）

本列表列出目前世界上的各國自治行政區。自治行政區定義為在某一個國家內擁有某種程度自主權的地區，或是經由外部授權而得到自主權的地區。這些區域通常離母國有一段距離，或是屬於少數群體；部份擁有自治行政區的國家會歸屬於聯盟制國家。自治行政區與聯邦單位與獨立州份的不同在於，自治行政區相較於同一國內的其他次級行政區，享有部份立法權等特殊地位（有關聯邦單位的詳細列表，請參考聯邦制國家成員）。
本列表包含國際承認以及部份一般尚未承認的自治行政區AB。各國對於自治行政區的定義有所差異，因此會分別列出各國政府所定義的自治行政區名稱。

## 自治行政區

### 由國際條約確立
| 國家           | 名稱 原有語言名稱         | 適用地區（條約中成為自治行政區的年份）                                                    | 參考文獻 |
| -------------- | ------------------------- | ----------------------------------------------------------------------------------------- | -------- |
| 中華人民共和國 | 特別行政區                | 香港（1997年） · 《中英聯合聲明》（1984年） · 澳門（1999年） · 《中葡聯合聲明》（1987年） | [ 5 ]    |
| 芬兰           | 自治省 芬蘭語： 瑞典語：  | 奥兰（1922年） · 《奧蘭公約》（1921年）                                                   | [ 8 ]    |
| 英国           | 獲權力下放的構成國 英語： | 北爱尔兰（1999年） · 《貝爾法斯特協議》（1998年）                                         | [ 9 ]    |
| 義大利         | 自治省 德語： 義大利語：  | 南蒂罗尔（1946年、1972年） · 《格魯伯-德·加斯佩里協議》（1946年）                         | [ 10 ]   |

備註：
- 斯瓦尔巴（挪威）：該地不符合自治行政區的定義（不享有部份自主權），但挪威在該地的主權仍然受到《斯瓦巴條約》的限制[11]，因此可被認定為具有特殊地位之區域（該地與挪威完全融合而非其屬地，因此屬於特殊情形）。
- 黑爾戈蘭島（德國）：該地屬於德國什勒斯維希-霍爾斯坦邦的一部份，但已被豁免部份歐盟規範（如歐盟關稅同盟及歐盟增值稅（英语：European Union value added tax））[12]。
- 莱茵河上游比辛根（德國）與  義大利坎波內（義大利）屬於各自國家的不可分割領土，但兩飛地主要貨幣採用瑞士法郎[13][14]，並與瑞士組成關稅同盟[15]。

### 由國內法規確立
| 國家                    | 名稱 原有語言名稱         | 適用地區（成為自治行政區的年份） | 參考文獻      |
| ----------------------- | ------------------------- | --- | ------------- |
| 安地卡及巴布達          | 自治島 英語：             | 巴布達 |               |
|                         | 自治共和國 亞塞拜然語：   | 納希契凡（1924年） | [ 16 ] [ 17 ] |
| 中華人民共和國          | 自治區                    | 廣西（1958年） · 內蒙古（1947年） · 寧夏（1958年） · 新疆（1955年） · 西藏（1965年） | [ 5 ]         |
| 中華人民共和國          | 自治州                    | 巴音郭楞 · 博爾塔拉 · 昌吉 · 楚雄 · 大理 · 德宏 · 迪慶 · 恩施 · 甘南 · 甘孜 · 果洛 · 玉樹 · 海北 · 海南 · 海西 · 紅河 · 黃南 · 伊犁 · 克孜勒蘇 · 涼山 · 臨夏 · 阿壩 · 怒江 · 黔東南 · 黔南 · 黔西南 · 文山 · 湘西 · 西雙版納 · 延邊 | [ 5 ]         |
| 中華人民共和國          | 自治縣                    | 117個（完整列表） | [ 5 ]         |
| 中華人民共和國          | 自治旗                    | 鄂溫克族 · 莫力達瓦 · 鄂倫春 | [ 5 ]         |
| 丹麦                    | 王國邦聯 丹麥語：         | 法罗群岛（1948年） · 格陵兰（1979年） | [ 8 ]         |
| 斐济                    | 自治區 英語：             | 罗图马 | [ 18 ]        |
| 法國                    | 特殊地位海外集體 法語：   | 新喀里多尼亞（1999年） | [ 19 ]        |
| 法國                    | 海外集体 法語：           | 法属圣马丁（2007年） · （2007年） · （2003年） · （2003年） |               |
| 法國                    | 海外屬國 法語：           | 法屬玻里尼西亞（2004年） |               |
| 法國                    | 单一领土集体 法語：       | 马约特（2011年） · （2015年） · （2015年） · 科西嘉（2018年） · 亞爾薩斯（2021年） |               |
|                         | 自治共和國 喬治亞語：     | 阿布哈茲（1991年） · 阿扎尔自治共和国（1991年） | [ 20 ]        |
| 臨時行政實體 喬治亞語： | 南奧塞梯（2007年）        | [ 21 ] |               |
| 希腊                    | 自治修道院州 希臘語：     | 阿索斯山（1913年） | [ 22 ]        |
| 印度                    | 自治區與屬地議會 印地語： | 波多蘭（2003年） · 查克馬（1972年） · 楚拉昌普（1971年） · 德奧里（2005年） · 北卡查山（1970年） · 迦洛山（1952年） · 廓爾喀蘭（2011年） · 詹迪亞山（1972年） · 卡比安隆（1970年） · 卡基爾山（1995年） · 卡斯山（1952年） · 賴族（1972年） · 列城（1995年） · 馬拉族（1972年） · 米辛族 · 拉巴哈松（1995年） · 薩達山（1995年） · 特里普拉部落區（1982年）及事實上為自治區的北森蒂納爾島（1947年） | [ 23 ]        |
| 印度尼西亞              | 特區 印尼語：             | 日惹特区（1950年） · 亞齊特區（2005年） |               |
| 印度尼西亞              | 特別自治區 印尼語：       | 巴布亚省（2000年） · 西巴布亚省（2008年） · 雅加达（1961年） |               |
| 伊拉克                  | 庫德斯坦地區 ：‎           | 伊拉克庫德斯坦（1992年） | [ 24 ]        |
| 義大利                  | 自治區 義大利語：         | 瓦莱达奥斯塔大区 (1948) · 佛里烏利-威尼斯朱利亞 (1963) · (1948) · 西西里大区 (1946) · (1948) | [ 8 ]         |
| 義大利                  | 自治省 義大利語：         | 南蒂罗尔 (1972) · 特伦托 (1972) |               |
| 模里西斯                | 自治島 英語：             | 罗德里格岛 (2002) | [ 25 ]        |
| 墨西哥                  | 自治市                    | 墨西哥城 (2016) | [ 26 ]        |
| 摩尔多瓦                | 自治領土單位 羅馬尼亞語： | 加告茲 (1995) · 德涅斯特河左岸 (2005) | [ 8 ]         |
| 俄羅斯                  | 共和国 俄语：             | 阿迪格共和国 · 阿尔泰共和国 · 巴什科尔托斯坦共和国 · 布里亞特共和國 · 车臣共和国 · 楚瓦什共和国 · 克里米亞共和國 · 达吉斯坦共和国 · 印古什共和国 · 卡巴爾達-巴爾卡爾共和國 · 卡尔梅克共和国 · 卡拉恰伊-切尔克斯共和国 · 卡累利阿共和国 · 哈卡斯共和國 · 科米共和国 · 马里埃尔共和国 · 莫尔多瓦共和国 · 北奥塞梯-阿兰共和国 · 萨哈共和国 · 鞑靼斯坦共和国 · 图瓦共和国 · 烏德穆爾特共和國            | [ 8 ]         |
| 俄羅斯                  | 自治州 俄语：             | 犹太自治州 (1934) | [ 8 ]         |
| 俄羅斯                  | 自治区 俄语：             | 楚科奇自治區 · 汉特-曼西自治区 · 涅涅茨自治區 · 亞馬爾-涅涅茨自治區 | [ 8 ]         |
|                         | 自治共和国 烏茲別克語：   | 卡拉卡尔帕克斯坦 |               |

## 註解
- ^ 舉例：. United Nations.   [2008-02-25]. （原始内容存档于2011-05-20）.
- ^ 請見科索沃建交列表當中不承認科索沃的國家。